# Xã Eden Lake, Quận Stearns, Minnesota
Xã Eden Lake (tiếng Anh: Eden Lake Township) là một xã thuộc quận Stearns, tiểu bang Minnesota, Hoa Kỳ. Năm 2010, dân số của xã này là 1.542 người.